# 小野田正利
小野田 正利（おのだ まさとし、 1955年1月 -  ）は、日本の教育学者。大阪大学名誉教授、博士（教育学）。専門は教育制度学、学校経営学。

## 人物
名古屋市立向陽高等学校、名古屋大学法学部卒業。名古屋大学大学院教育学研究科単位取得満期退学。
大阪大学大学院人間科学研究科教授を2021年3月に退職。
フランスの教育制度に関する「教育参加と民主制」の研究で、日本教育経営学会賞（1997年）を受賞。
「学校現場に元気と活力を!」をスローガンとして、現場に密着した研究活動を展開。モンスターペアレント（注）、学校への親のイチャモンなど、学校現場で深刻な問題を取り上げている。教育関係者や保護者への講演では、主要な提言をプリントした画用紙大の用紙を黒板に貼り付けながらのプレゼンテーションを行う。。
（注）ただし、小野田本人は「モンスターペアレント」という呼称に反対の立場をとり、「無理難題要求」という言葉を用いている。

## 略歴
- 1984年、長崎大学教育学部講師
- 1987年、長崎大学教育学部助教授
- 1997年、大阪大学人間科学部助教授
- 2002年、大阪大学大学院人間科学研究科教授
- 2021年、大阪大学を定年退職、同年、大阪大学名誉教授

## 著書

### 単著
- 『教育参加と民主制―フランスにおける教育審議機関に関する研究』風間書房、1996年。ISBN 978-4759909760。
- 『悲鳴をあげる学校―親の“イチャモン”から“結びあい”へ』旬報社、2006年。ISBN 978-4845110032。
- 『親はモンスターじゃない!—イチャモンはつながるチャンスだ』学事出版、2008年。ISBN 978-4761916138。

### 編著
- 『イチャモン研究会―学校と保護者のいい関係づくりへ』ミネルヴァ書房、2009年。ISBN 978-4623055814。

### 編集委員
- 市川須美子、小野田正利、中嶋哲彦、浦野東洋一、窪田眞二、成嶋隆 編『教育小六法』学陽書房。